# Église Notre-Dame d'Izel-Vor
L'église Notre-Dame d'Izel-Vor (également dénommée Notre-Dame de basse-mer) est l'église paroissiale de La Forêt-Fouesnant du département du Finistère, dans la région Bretagne, en France.

## Description
Cette église construite en grande partie durant la 1re moitié du XVIe siècle est dédiée à "Notre-Dame d'Izel-Vor" ("Notre-Dame de basse-mer"). Elle est d'un style gothique typique à la Cornouaille. On retrouve les dates sculptées sur les murs : 1538 sous le porche, 1628 au-dessus du baptistère.
L'intérieur de l'église est remarquable par la richesse de son mobilier : les fonts baptismaux en granite et bois, le tableau du Rosaire, le maître-autel et son retable, qui sont du XVIIe siècle. Des statues polychromes de saints locaux viennent compléter le décor.
Son calvaire du XVe siècle faisait office de chaire à prêcher les jours de grosse affluence; ce qui suppose que le parvis était alors beaucoup plus étendu qu'aujourd'hui.
Ce monument fait l’objet d’un classement au titre des monuments historiques depuis le 8 juin 1914.
D'importants travaux de restauration se sont achevés en 2022.

## Mobilier
- Fonts baptismaux (granit et bois).
- Tableau du Rosaire (1684), maître-autel (1694) et retable du XVIIe siècle.
- Statue de Notre-Dame de Kergornec, dite aussi "Statue de la Vierge allaitante", qui date de la fin du XVIIe siècle[5]. Cette statue provient probablement de l'ancien prieuré de Loc-Amand.
- Statue d'Itron Varia Izel-Vor (statue de Notre-Dame de Basse-Mer")[6], qui date aussi de la fin du XVIIe siècle.
- Pietà du XVIIIe siècle.
- Autres statues : Santik-Du, saint Jean-Baptiste, saint Egarec, saint Nicolas, saint Abibon, saint Alain, saint Amand[7], saint Guénolé, sainte Marguerite
- Bannières de procession[5] :
  - Bannière Itroun Varia Izel-Vor.
  - Bannière Itron Varia ar Penity[8].
  - Bannière de Sainte Anne.
  - Bannière de sainte Thérèse.